# Saint-Mathieu (Quebec)
Saint-Mathieu, antes llamada La Tortue y Parties-de-Paroisses-de-Saint-Constant-et-de-Saint-Philippe, es un municipio de la provincia de Quebec, Canadá. Es una de las ciudades pertenecientes al municipio regional de condado de Roussillon y, a su vez, a la región de Vallée-du-Haut-Saint-Laurent en Montérégie.

## Geografía
El territorio de Saint-Mathieu está ubicado entre Candiac al noreste, Saint-Philippe al este, Saint-Édouard y Saint-Michel al sur, Saint-Rémi al suroeste y Saint-Constant al oeste y al norte. Tiene una superficie total de 31,38 km² en su totalidad tierra firme. El río de la Tortue baña Saint-Mathieu.

## Política
La alcaldesa es Lise Poissant. El municipio forma parte de la Comunidad metropolitana de Montreal, estando incluido en las circunscripciones electorales de Sanguinet a nivel provincial y de Châteauguay-Saint-Constant a nivel federal.

## Demografía
Según el censo de 2011, había 1 879 personas residiendo en este municipio con una densidad de población de 59,5 hab./km². Los datos del censo mostraron que de las 1 894 personas censadas en 2006, en 2011 hubo una disminución de 15 habitantes (-0,8 %). El número total de inmuebles particulares resultó ser de 783. El número total de viviendas particulares que se encontraban ocupadas por residentes habituales fue de 759.